# Карні (Меріленд)
Карні (англ. Carney) — переписна місцевість (CDP) в США, в окрузі Балтимор штату Меріленд. Населення — 29 363 особи (2020).

## Географія
Карні розташоване за координатами 39°24′18″ пн. ш. 76°31′22″ зх. д. / 39.40500° пн. ш. 76.52278° зх. д. (39.404938, -76.522741).  За даними Бюро перепису населення США в 2010 році переписна місцевість мала площу 18,06 км², з яких 18,06 км² — суходіл та 0,01 км² — водойми.

## Демографія
Згідно з переписом 2010 року, у переписній місцевості мешкала 29 941 особа в 13 459 домогосподарствах у складі 7569 родин. Густота населення становила 1658 осіб/км².  Було 13970 помешкань (773/км²).
Расовий склад населення:
| - 75,4 % — білих - 14,3 % — чорних або афроамериканців - 7,0 % — азіатів - 0,2 % — корінних американців - 1,0 % — осіб інших рас |

До двох чи більше рас належало 2,1 %. Частка іспаномовних становила 3,2 % від усіх жителів.
За віковим діапазоном населення розподілялося таким чином: 19,4 % — особи молодші 18 років, 58,3 % — особи у віці 18—64 років, 22,3 % — особи у віці 65 років та старші. Медіана віку мешканця становила 42,4 року. На 100 осіб жіночої статі у переписній місцевості припадало 84,9 чоловіків;  на 100 жінок у віці від 18 років та старших — 79,9 чоловіків також старших 18 років.
Середній дохід на одне домашнє господарство  становив 72 197 доларів США (медіана — 59 282), а середній дохід на одну сім'ю — 89 677 доларів (медіана — 79 792). Медіана доходів становила 55 548 доларів для чоловіків та 44 879 доларів для жінок. За межею бідності перебувало 8,6 % осіб, у тому числі 12,9 % дітей у віці до 18 років та 7,8 % осіб у віці 65 років та старших.
Цивільне працевлаштоване населення становило 14 400 осіб. Основні галузі зайнятості: освіта, охорона здоров'я та соціальна допомога — 30,5 %, роздрібна торгівля — 11,1 %, науковці, спеціалісти, менеджери — 8,6 %, фінанси, страхування та нерухомість — 8,6 %.